# Chase d'Arnaud
Chase Jonathan d'Arnaud (né le 21 janvier 1987 à Torrance, Californie, États-Unis) est un ancien joueur d'utilité des Ligues majeures de baseball.
Son frère cadet Travis d'Arnaud est un receveur qui fait ses débuts dans les majeures en 2013 avec les Mets de New York.

## Carrière
Chase d'Arnaud est drafté d'un high school de Los Alamitos en Californie en 2005, alors qu'il est choisi en 44e ronde par les Dodgers de Los Angeles. Il ne signe toutefois pas avec le club et choisit d'étudier à l'Université Pepperdine à Malibu. De nouveau disponible, il devient la sélection de quatrième tour des Pirates de Pittsburgh en 2008 et entreprend sa carrière professionnelle en ligues mineures dans cette organisation.
Il gravit rapidement les échelons dans les mineures, et est considéré comme le plus bel espoir des Pirates à l'avant-champ. Joueur d'arrêt-court au départ, on l'habitue progressivement à jouer au troisième but, où les Pirates espèrent l'utiliser dans l'avenir.
Il fait ses débuts dans les majeures le 24 juin 2011 à Pittsburgh dans un match interligue entre les Pirates et les Red Sox de Boston. Il est inséré au troisième but dans l'alignement de départ de l'équipe pour le match. Son premier coup sûr dans les majeures est un triple à sa troisième présence au bâton aux dépens de l'as lanceur des Red Sox, Jon Lester. Après 48 matchs pour Pittsburgh en 2011, il en joue 8 en 2012, aucun en 2013 et 8 autres en 2014. Il réussit 13 buts volés et récolte 7 points produits en 64 matchs des Pirates, avec une faible moyenne au bâton de ,208.
Il rejoint en novembre 2014 les Phillies de Philadelphie. Il joue 11 matchs pour les Phillies en 2015 et rejoint les Braves d'Atlanta le 5 novembre 2015.